# Erich Bauer
Erich Bauer (ur. 26 marca 1900 w Berlinie, zm. 4 lutego 1980 tamże) – niemiecki kierowca i mechanik, SS-Oberscharführer, uczestnik akcji T4, odpowiadał za funkcjonowanie komór gazowych w obozie zagłady w Sobiborze, skazany w 1950 roku na karę dożywotniego pozbawienia wolności.

## Życiorys
Z zawodu był mechanikiem samochodowym. Pracował także w Berlinie jako motorniczy tramwaju. W okresie III Rzeszy jako kierowca uczestniczył w programie eksterminacji osób chorych psychicznie i niepełnosprawnych umysłowo, prowadzonym pod kryptonimem akcja T4.
Podobnie jak wielu innych uczestników akcji T4 otrzymał przydział do personelu akcji „Reinhardt”. Przyznano mu także stopień SS-Oberscharführera (nr członkowski SS: 22 113). W kwietniu 1942 roku rozpoczął służbę w nowo utworzonym obozie zagłady w Sobiborze. Wraz z Erichem Fuchsem przeprowadził tam pierwsze eksperymentalne gazowanie Żydów. Pełnił służbę w tzw. obozie III, gdzie odpowiadał za funkcjonowanie komór gazowych. Do jego obowiązków należała m.in. obsługa silnika, który dostarczał do komór gazy spalinowe. Jesienią 1942 roku zastąpił Kurta Bolendera na stanowisku kierownika obozu III. Ze względu na charakter swojej „pracy” został ochrzczony przez więźniów przydomkami Bademeister („mistrz kąpieli”) i Gasmeister („mistrz gazu”). Jesienią 1942 roku obsługiwał koparkę, przy pomocy której otwarto masowe groby w obozie III, a następnie wydobyto i spalono dziesiątki tysięcy spoczywających w nich zwłok. Rzadko można było go spotkać poza obszarem zagłady. Mosze Bahir, jeden z ocalonych z Sobiboru, wspominał, że czasami Bauera można było zobaczyć na dachu budynku z komorami gazowymi, gdy przez specjalne okienko obserwował przebieg gazowania. Służył w Sobiborze do ostatnich dni jego istnienia. W tym okresie w obozie zgładzono około 170–180 tys. Żydów.
Jak sam przyznał, w czasie służby był niemal stale pod wpływem alkoholu. Z tego powodu komendant Franz Reichleitner groził mu nawet odesłaniem z obozu. 14 października 1943 roku, gdy wybuchło powstanie więźniów Sobiboru, przebywał początkowo poza obozem, gdyż wyjechał na misję zaopatrzeniową. Po powrocie towarzyszący mu wachman odkrył w budynku administracyjnym zwłoki zabitego esesmana. Wydarzenie to było jednym z czynników, które nie pozwoliły powstańcom w pełni zrealizować ich planów. Bauer przetrwał bunt bez szwanku i w kolejnych tygodniach uczestniczył w pracach związanych z likwidacją obozu. Na przełomie listopada i grudnia 1943 roku wziął udział w egzekucji grupy Żydów, których przywieziono do Sobiboru z obozu w Treblince, aby pracowali przy wywózce mienia i urządzeń oraz przy wyburzaniu obozowych budynków i zacieraniu śladów ludobójstwa.
Po zakończeniu wojny powrócił do Niemiec. Pracował przy odgruzowywaniu Berlina. W 1949 roku dwoje ocalałych więźniów Sobiboru, Samuel Lerer i Estera Raab, przypadkowo rozpoznało go na jednej z ulic. W konsekwencji został aresztowany. Jego proces toczył się przed sądem przysięgłych w Berlinie-Moabicie. 8 maja 1950 roku został skazany na karę śmierci za zbrodnie popełnione w Sobiborze. Wejście w życie nowej niemieckiej konstytucji, która znosiła karę główną, spowodowało jednak, że pierwotny wyrok zamieniono na karę dożywotniego pozbawienia wolności.
Zmarł w więzieniu Berlin-Tegel 4 lutego 1980 roku.

## Film
Erich Bauer jest jednym z antagonistów w brytyjskim filmie telewizyjnym Ucieczka z Sobiboru z 1987 roku. W jego postać wcielił się Klaus Grünberg.